# Торалес, Сильвио
Сильвио Габриэль Торалес Кастильо (исп. Silvio Gabriel Torales Castillo; 23 сентября 1991 года, Асунсьон) — парагвайский футболист, играющий на позиции полузащитника. Ныне выступает за парагвайский клуб «Ривер Плейт».

## Клубная карьера
Сильвио Торалес начинал свою карьеру футболиста в парагвайском «Насьонале», с которым он дважды становился чемпионом страны и дошёл до финала Кубка Либертадорес в 2014 году.
2015 год Торалес провёл за мексиканский «УНАМ Пумас». 14 декабря он забил гол в ответном матче финала мексиканской Апертуры 2015, ставший третьим в ворота команды «УАНЛ Тигрес» и позволивший его команде перевести противостояние в дополнительное время. «УНАМ Пумас» всё же уступил в серии пенальти.
С 2016 года Торалес выступает за парагвайский «Серро Портеньо».

## Достижения
«Насьональ»
- Чемпион Парагвая (2): Ап. 2011, Ап. 2013
- Финалист Кубка Либертадорес (1): 2014